# Георги Гривнев
Георги Христов Гривнев е български писател и журналист.

## Биография
Роден е в Ксанти, Беломорска Тракия. Средното си образование завършва в Райковската гимназия „Васил Левски“, а висшето си филологическо българска филология – в Софийския университет „Св. Климент Охридски“. Дълги години е работил като журналист в окръжния вестник „Родопски устрем“, впоследствие „Родопски вести“ – Смолян.
Произведения на автора са преведени и публикувани в книги, списания и вестници на повече от десет езика в Германия, Унгария, Русия, Австрия и др. Член на Съюза на българските писатели.

## Издадени книги

### Поезия
- „Любовта остава“
- „И след сто светлинни години“
- „Странна жена“
- „Завръщане“
- „Утринен здрач“

### Проза
- „Дизия чанове“
- „Да преплуваш сълзата си“
- „До утре“
- „Искри от Рожен“ (в съавторство)
- „Зрението на душата“
- „Легендата на кларнета“ (три издания)
- „Два гряха“
- „Майчина клетва“
- „Бъбрек от сой“
- „В сянката на Юзеница“
- „Като облак ще си отида“
- „Край стария чинар“
- „Ако не се върна“
- „Планината в мен“
- „Най-дългото лято“
- „Южно знамение“
- „До сетния си ден“
- „Неосветената икона“
- „С дъха на белия вятър“
- „Белези от огън“
- „Отръки и отсърце“
- „Последен дълг“

## Признание и награди
Носител е на Националната награда „Златен Перелик" (София) за книгата „Искри от Рожен“ (в съавторство), на наградите на Община  Смолян за литература (три пъти) и за журналистика. Почетна грамота на Съюза на българските писатели за принос в съвременната българска литература.Почетен гражданин на Смолян - 2022 г. 
Другите за него
- „Гороцвет от олтара на родопската душевност“ – слово от отец Константин Канев на премиерата на книгата „Дизия чанове“, 1993 г.
- „Обречен на обич“ – предговор на Матей Шопкин към книгата „И след сто светлинни години“.
- „Близки и далечни прозрения“ – предговор на Георги Пашев към книгата „До утре“.
- „Родопските разкази на Георги Гривнев“ – предговор на Христо Черняев към книгата „Южно знамение“.
- „Трите опори в творчеството на Георги Гривнев“ – рецензия на Георги Майоров, сайт „Литературен свят“, брой 114, 2019 г.
- „Неосветената икона и нейният храм“ – предговор на Димитър Христов към книгата „Неосветената икона“.